# Вімблдонський турнір 1887
Вімблдонський турнір 1887 — 11-й розіграш Вімблдону. Турнір тривав з 2 до 7 липня. З 1880 кількість учасників у чоловічому одиночному розряді скоротилася з 60 до 16. Це було пов'язане із абсолютним домінуванням братів Реншоу та Герберта Лоуфорда.
Жіноче одиночне змагання виграла Лотті Дод, якій на момент перемоги було 15 років та 285 днів. Вона і досі є наймолодшою чемпіонкою Вімблдону в історії.

## Дорослі

### Чоловіки, одиночний розряд
Герберт Лоуфорд переміг у фіналі  Ернеста Реншоу, 1–6, 6–3, 3–6, 6–4, 6–4.

### Жінки, одиночний розряд
Лотті Дод перемогла у фіналі  Бланш Бінґлі, 6–2, 6–0.

### Чоловіки, парний розряд
Герберт Вілберфорс /  Патрік Боуз-Лайон перемогли у фіналі пару  Джеймс Герберт Крісп /  Е. Баррет-Сміт, 6–3, 6–3, 6–2.